# Wolfgang Wiltschko
Wolfgang Wiltschko (né le 21 août 1938 à Kienberg, aujourd’hui Loučovice en Tchéquie) est un zoologue allemand, spécialiste de l’éthologie aviaire. Il est surtout connu pour avoir développé au début des années 1960, à l’université Johann Wolfgang Goethe de Francfort, un appareil qui a permis de prouver que les oiseaux migrateurs se servent du champ magnétique terrestre pour s’orienter. Wiltschko cherche à comprendre depuis lors, les origines physiologiques et neurobiologiques qui permettent aux oiseaux de détecter ces champs.

## Récompenses
- 1977 : prix Erwin-Stresemann de la Deutsche Ornithologen-Gesellschaft
- 1994 : médaille Elliott Coues de l’American Ornithologists' Union